# Pont d'en Gómez
El Pont d'en Gómez, també conegut com a pont de la Princesa o pont de la Creu Blanca, és un pont fluvial del municipi de Girona que forma part de l'Inventari del Patrimoni Arquitectònic de Catalunya.

## Descripció

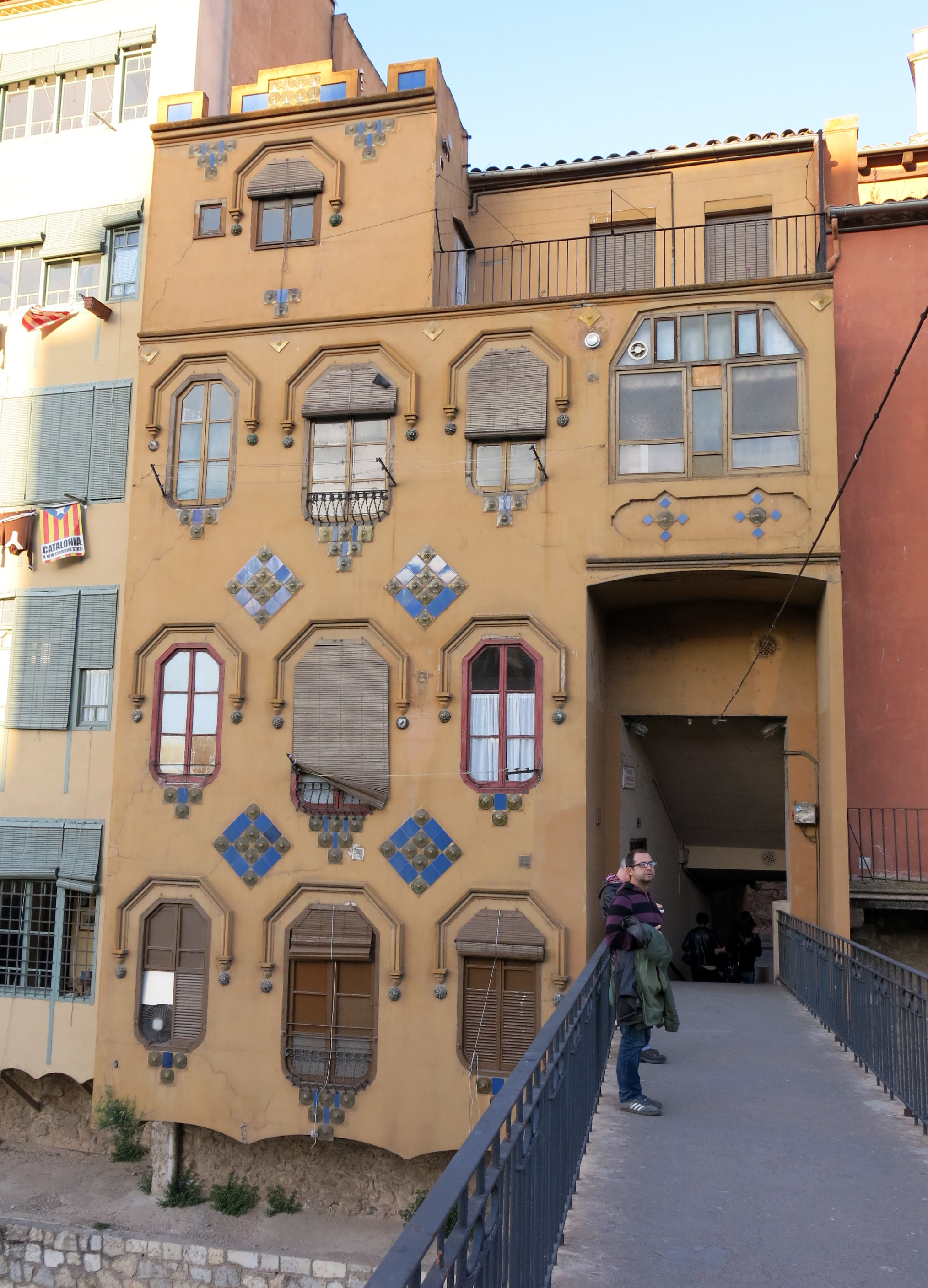
El pont, amb la Casa Miquel Gómez al fons

El pont salva el riu Onyar enllaçant la pujada de Sant Feliu, per un pas sota un edifici, la Casa Miquel Gómez, amb el passeig de José Canalejas. Està format per un sol arc i presenta una considerable esveltesa, ja que utilitza al límit les possibilitats del formigó armat. La barana de ferro és molt senzilla, cosa que contribueix a donar un aire de lleugeresa a la construcció.
Substitueix el de fusta construït l'any 1852. Fou dissenyat el 1914 per l'arquitecte Lluís Homs i Moncusí i construït per la seva empresa Construcciones y Pavimentos S.A. el 1915.